# The Ocean
〈The Ocean〉은 1973년 음반 《Houses of the Holy》의 영국의 하드 록 밴드인 레드 제플린의 곡이다. 이 그룹의 전기 작가 데이브 루이스에 따르면, 바다는 "강당에서" 리드 싱어 로버트 플랜트가 마주한 "머리 바다"를 비유한 것이라고 한다.

## 라이브 퍼포먼스
마지막 줄에서 "girl who won my heart(내 마음을 얻은 소녀)"는 녹음 당시 세 살이었던 로버트 플랜트의 딸 카르멘(1968년 11월 21일 출생)을 가리킨다. 플랜트는 1973년 매디슨 스퀘어 가든에서 이 곡의 공연을 담은 《Led Zeppelin DVD》에 포착된 것처럼 항상 현 나이를 반영해 가사를 업데이트했다. 플랜트는 이번 공연에서 "'밤이 낮이 될 때까지'를 2절로 하고 곡의 마지막에 2절을 불렀습니다. 이 밴드는 1972년 미국 콘서트 투어에서 이 노래를 처음으로 라이브로 연주했고 1973년 미국 투어를 통해 그들의 공연의 일부로 남아있었습니다. 이후 설정 목록에서 삭제되었습니다."라고 말했다.